# خرمالوی سیاه‌چوب

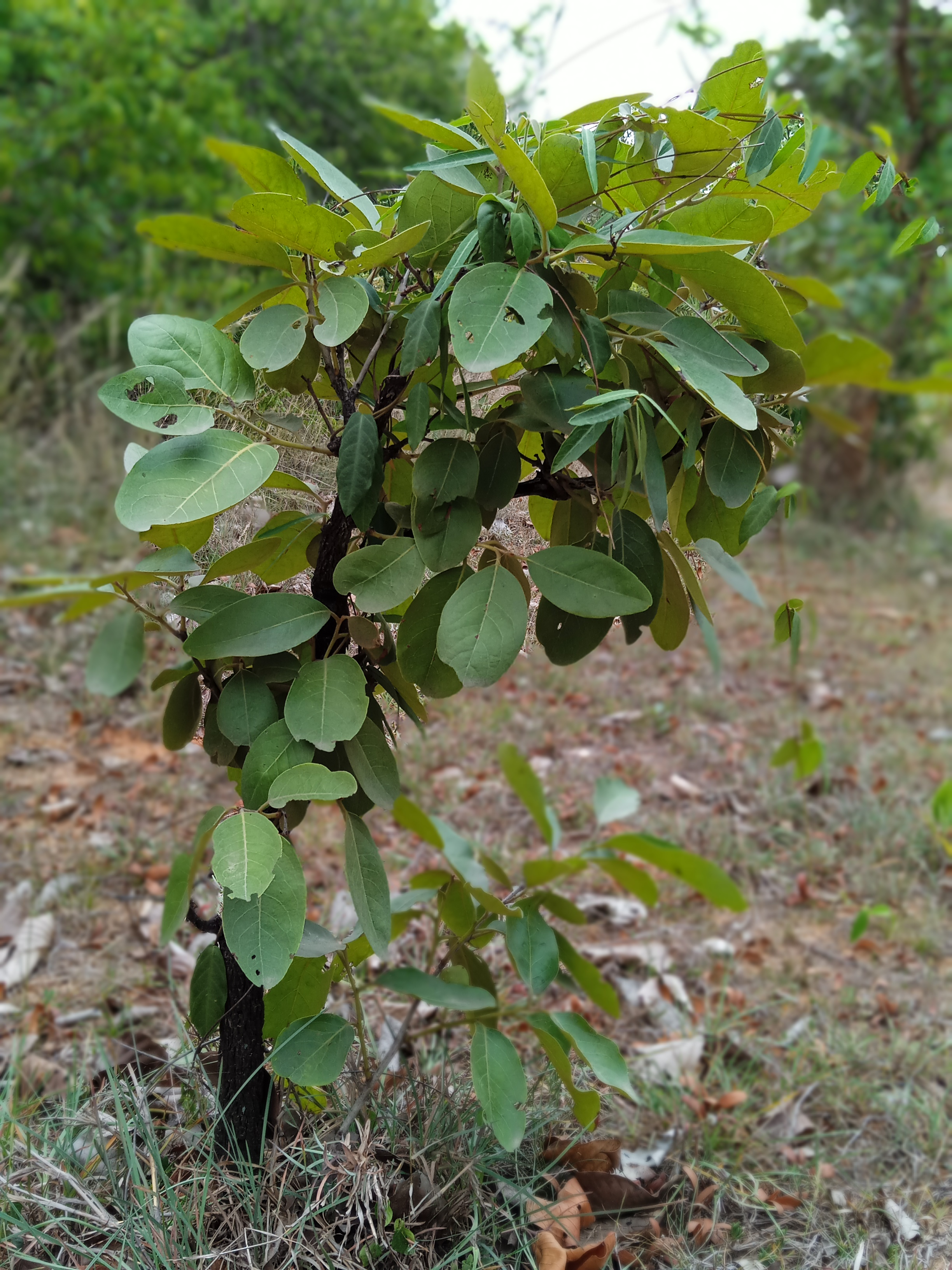
از برگ‌های این درخت برای پیچیدن بیدی استفاده می‌شود.

خرمالوی سیاه‌چوب (انگلیسی: Diospyros melanoxylon) گونه‌ای از درختان گلدار از خانواده خرمالوئیان و بومی هند و سریلانکا است. این درخت پوست خشک و سختی دارد. برگ‌های آن را می‌توان دور تنباکو پیچید تا بیدی هندی درست شود. بیدی در هند از سیگارهای معمولی بیشتر فروش داشته است.
میوه سبز زیتونی این درخت خوردنی است.